# Filip Šušnjara
Filip Šušnjara (ur. 7 kwietnia 1976 w Osijeku) – chorwacki piłkarz, występujący na pozycji bramkarza.

## Życiorys
Jest wychowankiem NK Osijek. W tym też klubie w 1992 roku rozpoczynał seniorską karierę. Do 1997 roku, z wyjątkiem sezonu 1993/1994, pełnił w klubie funkcję rezerwowego, jednakże w latach 1997–1999 był podstawowym bramkarzem Osijeku. Ogółem w latach 1992–1999 rozegrał w klubie 88 ligowych spotkań. W 1999 roku został piłkarzem Standardu Liège, którego trenerem był wówczas Tomislav Ivić. Šušnjara przez dwa pierwsze lata pobytu w belgijskim klubie przegrywał rywalizację z Vedranem Runje, a więcej szans na grę otrzymał w 2001 roku, po odejściu swojego rodaka do Olympique Marsylia. W sezonie 2003/2004 był piłkarzem RAA Louviéroise, jednak nie zagrał w tym klubie ani jednego meczu i po zakończeniu sezonu wrócił do NK Osijek. Karierę zakończył w 2009 roku.
Wielokrotnie występował w młodzieżowych reprezentacjach Chorwacji.
Po zakończeniu kariery piłkarskiej był trenerem bramkarzy w reprezentacji Chorwacji U-20, a także trenerem juniorów i treneremm bramkarzy NK Osijek.

## Statystyki ligowe
| Sezon     | Klub            | Liga          | Mecze | Gole |
| --------- | --------------- | ------------- | ----- | ---- |
| 1992/1993 | NK Osijek       | Prva HNL      | 2     | 0    |
| 1993/1994 | NK Osijek       | Prva HNL      | 28    | 0    |
| 1994/1995 | NK Osijek       | Prva HNL      | 2     | 0    |
| 1995/1996 | NK Osijek       | Prva HNL      | 0     | 0    |
| 1996/1997 | NK Osijek       | Prva A HNL    | 7     | 0    |
| 1997/1998 | NK Osijek       | Prva A HNL    | 28    | 0    |
| 1998/1999 | NK Osijek       | Prva HNL      | 21    | 0    |
| 1999/2000 | Standard Liège  | Eerste klasse | 3     | 0    |
| 2000/2001 | Standard Liège  | Eerste klasse | 1     | 0    |
| 2001/2002 | Standard Liège  | Eerste klasse | 17    | 0    |
| 2002/2003 | Standard Liège  | Eerste klasse | 6     | 0    |
| 2003/2004 | RAA Louviéroise | Eerste klasse | 0     | 0    |
| 2004/2005 | NK Osijek       | Prva HNL      | 2     | 0    |
| 2005/2006 | NK Osijek       | Prva HNL      | 1     | 0    |
| 2006/2007 | NK Osijek       | Prva HNL      | 0     | 0    |
| 2007/2008 | NK Osijek       | Prva HNL      | 0     | 0    |
| 2008/2009 | NK Osijek       | Prva HNL      | 2     | 0    |